# Het rijk der lichten
Het rijk der lichten (L'empire des lumières) is een schilderij uit 1954 van de Belgische surrealistische schilder René Magritte. Het behoort tot de bekendste werken van de schilder. 
Het schilderij vertoont het verrassende beeld van een nachtelijke scène in het onderste gedeelte, terwijl daarboven een stralende lichtbewolkte hemel wordt afgebeeld. Enkele ramen van het afgebeelde huis zijn verlicht; een lantaarn wordt weerspiegeld in een vijver. Twee logische beelden worden in het schilderij verenigd tot een onlogisch geheel, waardoor een verrassend effect ontstaat.
Magritte zelf zei hierover: "Deze evocatie van dag en nacht lijkt me de kracht te hebben om ons te verrassen en op te vrolijken. Ik noem deze kracht poëzie."

## Versies
Hij schilderde tussen de jaren 1940 en de jaren 1960 zowat 27 varianten van het werk (17 olieverf op doek en 10 gouaches). Het werk is nooit bedoeld als serie; ze zijn ook nooit samen tentoongesteld.

### Naamgeving
De originele titel wordt in het Engels soms vertaald in het enkelvoud (The empire of light) en soms in het meervoud (The empire of lights). 
Andere namen zijn 'De heerschappij van het licht' , de salon van licht, geluk, het vergif. 

### Locatie
Dit is een onvolledige chronologisch gerangschikte lijst.
- 1939 (Geluk of het vergif) gouache, 33,6 x 40,6 cm, Museum Boijmans Van Beuningen, Rotterdam.
- 1948, 100 x 80 cm, privé collectie
- 1950, 79 x 99 cm. Museum of Modern Art, New York, (Donatie van de Menil Collection)
- 1951, 78.7 x 66 cm, private collectie
- 1953, 37 x 45 cm, (tot 14 mei 1986 in het bezit van Arnold Weissberger, New York), privé collectie[3]
- 1954, 195,4 x 131,2 cm, Peggy Guggenheim Collection, Italë[4]
- 1954, 129,9 x 94,6 cm, The Menil Collection, Houston, Texas
- 1954, 146 x 114 cm, Koninklijk Musea voor Schone Kunsten van België
- 1958, 49,5 x 39,5 cm, privé collectie
- 1958, (de salon van god), 43 x 59 cm., privé collectie
- 1961, 114 x 146 cm, privé collectie.Magritte schilderde de versie uit 1961 voor Anne-Marie Crowet. De dochter van verzamelaar en mecenas Pierre Crowet, die een boon had voor de surrealisten, stond op haar 16de model voor Magritte en zou zijn muze worden. Dit schilderij (dat in het Magritte-museum hing als bruikleen van 2009 tot 2020)  werd op 2 maart 2022 openbaar verkocht door de familie Gillion-Crowet bij Sotheby's in Londen voor een bedrag van ruim 71,4 miljoen euro.[5]
- zonder datum, privé collectie
- 1967 (onafgewerkt), 45 x 50 cm., Magritte Museum, Brussel, België
- voor 2024 Roemeens-Amerikaanse interieurontwerpster en kunstverzamelaar Mica Ertegan(+ 2023)[6]
- 2024 bij een anoniem Amerikaanse kunstverzamelaar, na de veilig bij Christie's in New-York met een verkoopprijs van 114 miljoen Euro[6]

## Trivia
- De schilderijen inspireerden een scène in de horrorfilm The Exorcist uit 1973.
- Het inspireerde ook de hoes van Jackson Browne's album Late for the Sky uit 1974.[7]